# National Film Award/Bester Playbacksänger
Die Gewinner des indischen National Film Award der Kategorie Bester Playbacksänger (Best Male Playback Singer) waren:
| Jahr | Sänger                 | Lied                                | Film                                         | Sprache    |
| ---- | ---------------------- | ----------------------------------- | -------------------------------------------- | ---------- |
| 1967 | Mahendra Kapoor        | Mere Desh Ki Dharti                 | Upkaar                                       | Hindi      |
| 1968 | Manny Dey              | Jhanak Jhanak Tore Baaje Paayaliya  | Mere Huzoor                                  | Hindi      |
| 1969 | Sachin Dev Burman      | Safal Hogi Teri Aradhana            | Aradhana                                     | Hindi      |
| 1970 | Manna Dey              | Ja Khushi Ora Bole                  | Nishi Padma                                  | Bengalisch |
| 1971 | Hemant Kumar           | Sinha Prishhthe Bhar Koriye         | Nimantran                                    | Bengalisch |
| 1972 | K. J. Yesudas          | Manushyan Mathangale                | Achanum Bappayum                             | Malayalam  |
| 1973 | K. J. Yesudas          | Padmatheerthame Unaroo              | Gaayathri                                    | Malayalam  |
| 1974 | Mukesh                 | Kahi Baar Yoon Bhi Dekha Hai        | Rajnigandha                                  | Hindi      |
| 1975 | M. Balamuralikrishna   |                                     | Hamsageethe                                  | Kannada    |
| 1976 | K. J. Yesudas          | Gori Tera Gaon                      | Chitchor                                     | Hindi      |
| 1977 | Mohammed Rafi          | Kya Hua Tera Vaada                  | Hum Kisi Se Kum Nahin                        | Hindi      |
| 1978 | Shimoga Subbanna       | Kaadu Kudure Odi Banditta           | Kaadu Kudre                                  | Kannada    |
| 1979 | S. P. Balasubrahmanyam | Om Kaara Nadhaanu                   | Shankarabharanam                             | Telugu     |
| 1980 | Anup Ghosal            |                                     | Hirak Rajar Deshe                            | Bengalisch |
| 1981 | S. P. Balasubrahmanyam | Tere Mere Beech Mein                | Ek Duuje Ke Liye                             | Hindi      |
| 1982 | K. J. Yesudas          | Aakaasha Deshaana                   | Megha Sandesam                               | Telugu     |
| 1983 | S. P. Balasubrahmanyam | Vedam Anuvanuvuna                   | Sagara Sangamam                              | Telugu     |
| 1984 | Bhimsen Joshi          | Thumak Thumak                       | Ankahee                                      | Hindi      |
| 1985 | P. Jayachandran        | Sivasankara Sarva Saranya Vibho     | Srinarayana Guru                             | Malayalam  |
| 1986 | Hemant Kumar           |                                     | Lalan Fakir                                  | Bengalisch |
| 1987 | K. J. Yesudas          | Unnikale Oru Katha Parayaam         | Unnikale Oru Katha Parayaam                  | Malayalam  |
| 1988 | S. P. Balasubrahmanyam | Cheppaalani Undi                    | Rudraveena                                   | Telugu     |
| 1989 | Ajoy Chakrabarty       |                                     | Chhandaneer                                  | Bengalisch |
| 1990 | M. G. Sreekumar        | Nadha Roopini                       | His Highness Abdullah                        | Malayalam  |
| 1991 | K. J. Yesudas          | Rama Katha Ganalayam                | Bharatham                                    | Malayalam  |
| 1992 | Rajkumar               | Nadamaya Ee Lokavellaa              | Jeevana Chaitra                              | Kannada    |
| 1993 | K. J. Yesudas          |                                     | Sopanam                                      | Malayalam  |
| 1994 | Unnikrishnan           | Ennavale                            | Kadhalan                                     | Tamilisch  |
| 1995 | S. P. Balasubrahmanyam | Umandu Ghumandu Ghana Gar Je Badara | Sangeetha Sagara Ganayogi Panchakshara Gavai | Kannada    |
| 1996 | S. P. Balasubrahmanyam | Thanga Thamarai                     | Minsara Kanavu                               | Tamilisch  |
| 1997 | Hariharan              | Mere Dushman                        | Border                                       | Hindi      |
| 1998 | Sanjeev Abhyankar      | Suno Re Bhaila                      | Godmother                                    | Hindi      |
| 1999 | M. G. Sreekumar        | Chanthu Pottum                      | Vasanthiyum Lakshmiyum Pinne Njaanum         | Malayalam  |
| 2000 | Shankar Mahadevan      | Yenna Solla Pogirai                 | Kandukondain Kandukondain                    | Tamilisch  |
| 2001 | Udit Narayan           | Mitwa                               | Lagaan                                       | Hindi      |
| 2002 | Udit Narayan           | Chhote Chhote Sapne                 | Zindagi Khoobsurat Hai                       | Hindi      |
| 2003 | Sonu Nigam             | Kal Ho Na Ho                        | Kal Ho Na Ho                                 | Hindi      |
| 2004 | Udit Narayan           | Yeh Tara                            | Swades                                       | Hindi      |
| 2005 | Naresh Iyer            | Roo Ba Roo                          | Rang De Basanti                              | Hindi      |
| 2006 | Gurdas Mann            | Heer                                | Waris Shah-Ishq Da Waris                     | Panjabi    |
| 2007 | Shankar Mahadevan      | Maa                                 | Taare Zameen Par                             | Hindi      |
| 2008 | Hariharan              | Jeev Dangla Gungla Rangla           | Jogva                                        | Marathi    |

Derzeit erhält der Gewinner einen Rajat Kamal und ein Preisgeld von 50.000 Rupien.